# سبز جنگلی
در سمت چپ رنگ سبز جنگلی نمایش داده می‌شود. سبز جنگلی اشاره به رنگ سبز شبیه به رنگ درختان و دیگر گیاهان در یک جنگل است.
نخستین استفاده ثبت‌شده از سبز جنگلی به عنوان نام رنگ در انگلیسی در سال ۱۸۱۰ بود.

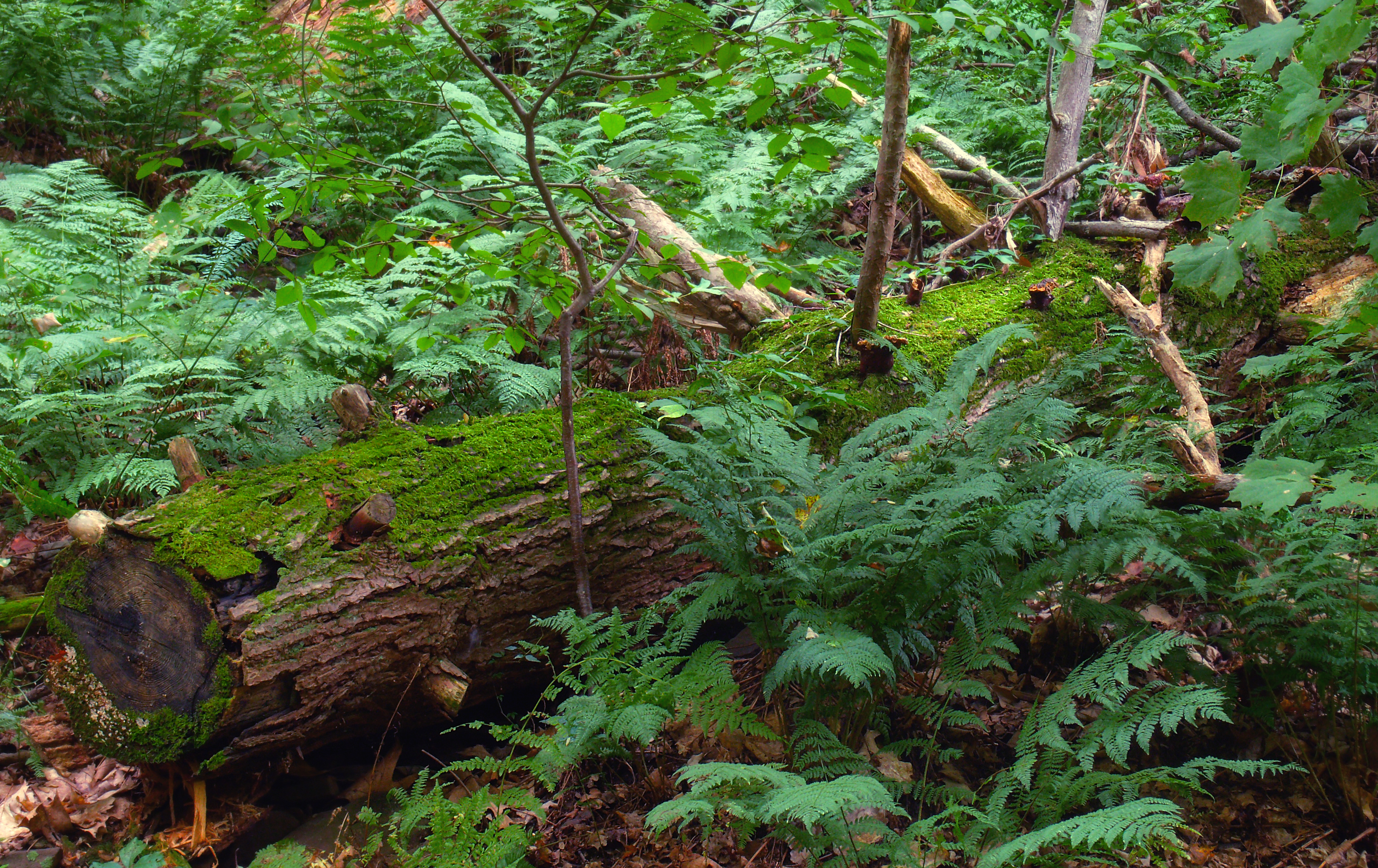
سرخس در جنگل

سبز جنگلی نشان‌دهنده رنگ متوسط برگ درختان یک جنگل برگریز در منطقه معتدل است.
- سبز جنگلی برای نشان دادن جنگل برگریز در نقشه‌هایی که پوشش گیاهی طبیعی را نشان می‌دهد، استفاده می‌شود.